# Мио, Вангьюш
Вангьюш Мио (алб. Vangjush Mio; 3 марта 1891, Корча — 30 декабря 1957, Тирана) — албанский художник-пейзажист, портретист, рисовальщик. Вангьюш Мио был первым импрессионистом и наиболее известным пейзажистом Албании XX века. Кроме того, он был значительным портретистом, оставил впечатляющие образцы живописи обнажённой натуры. Сотрудничал как художник сцены с театром города Корча.
Уникальность наследия Вангьюша Мио для изолированной от внешнего мира Албании — в его открытости, способности резонировать при сопоставлении с иными культурами (румынской, итальянской), в лоне которых формировалась личность художника.
Излюбленные мотивы Вангьюша Мио — это окрестности его родного города Корча, Поградеца; среди других местностей Албании — пригороды Тираны, Эльбасана в Центральной Албании; Берата (к югу от Тираны); Химары на ионическом побережье; Гирокастры на юге.

## Биография
Вангьюш Мио родился 3 марта 1891 года в Корче, на юго-востоке Албании.
В 1908 году, вместе с братом отправился в Бухарест, Румыния, где с 1915 по 1919 год учился в Национальной школе изящных искусств (рум.). В 1919-м, в год окончания художественного обучения в румынской столице, он открыл здесь свою первую персональную выставку. В следующем году — выставка в родной Корче.
С 1920 по 1924 год (с перерывами, связанными с безденежьем) он учился в Академии изящных искусств в Риме, кроме того, много путешествовал по Италии на протяжении 20-х годов. Мио с большим пиететом относился к реалистической традиции в итальянской живописи XIX-го — начала XX века; интересовался открытиями художников-импрессионистов. Около 1923 года Вангьюш Мио преподавал изобразительное искусство в средней школе Корчи на французском языке.  Окончательно вернувшись в Корче, в те годы один из самых культурных городов Албании, Мио основал Ассоциацию изобразительных искусств и многократно участвовал в различных выставках, шаг за шагом обретая статус известнейшего живописца Албании межвоенного периода.
В 1942 году художник организовал персональную выставку в итальянском городе Бари.
Более 400 графических и живописных произведений Мио хранятся в музеях и художественных галереях Тираны и Корчи.

## Память
В Корче, на родине художника, его имя носит местный Дворец культуры, а также одна из улиц. Кроме того, в Корче открыт дом-музей Вангьюша Мио (основан в 1945 году; реконструирован в 1995-м), один из самых посещаемых художественных музеев Албании.